# Peperomia oajacensis
Peperomia oajacensis är en pepparväxtart som beskrevs av Gustav Adolf Hugo Dahlstedt. Peperomia oajacensis ingår i släktet peperomior, och familjen pepparväxter. Inga underarter finns listade i Catalogue of Life.